# Danh sách 100 phim Nga hay nhất mọi thời đại (RosKino)
100 phim Nga hay nhất mọi thời đại (tiếng Nga: 100 лучших российских фильмов всех времен) là một cuộc bình chọn của website RosKino được công bố rộng rãi trên mạng toàn liên bang từ năm 2011. So với bình chọn của một số chủ thể khác hoặc khán giả bình chọn qua mạng thì bình chọn của các nhà làm phim chuyên nghiệp Nga có có đi kèm thống kê toàn bộ hay một số giải thưởng (hay đề cử) các bộ phim được chọn (xem trong web) hoặc số khán giả đến rạp (hoặc theo dõi hình thức khác) năm công chiếu hoặc trong một vài năm liên tiếp.

## Danh sách chi tiết
1. Andrei Rubliov - АНДРЕЙ РУБЛЁВ (Andrei Tarkovsky, 1966), giải thưởng đặc biệt FIPRESCI tại Liên hoan phim Cannes năm 1969.
2. Mặt trời trắng trên sa mạc - Белое солнце пустыни (Vladimir Motyl, 1969), giải thưởng Nhà nước Nga (năm 1998), 34.500.000 người xem (1970).
3. Và nơi đây bình minh yên tĩnh - А зори здесь тихие... (Stanislav Rostotsky, 1972), giải lưu niệm Liên hoan phim quốc tế tại Venice (1972), giải thưởng Komsomol Lenin (1974 và 1975), Giải thưởng Nhà nước Liên Xô trao cho các nhà làm phim (S. Rostotsky, B. Vasiliev, V. Shumsky, A. Martynov), đề cử giải Oscar phim ngoại ngữ tốt nhất năm 1973. Năm 1973, 66 triệu người xem.
4. Khi đàn sếu bay qua - Летят журавли (Mikhail Kalatozov, 1957) giành giải Cành cọ vàng, thu hút (1958) 28.300.000 người xem.
5. Mười bảy khoảnh khắc mùa xuân - Семнадцать мгновений весны - phim truyền hình (Tatiana Lioznova 1973), giải thưởng Nhà nước của Liên Xô 1976.
6. Bài ca người lính - БАЛЛАДА О СОЛДАТЕ (Grigori Chukhrai, 1959), 107 giải thưởng quốc tế và quốc gia bao gồm: Giải đặc biệt của ban giám khảo, đề cử giải Cành cọ vàng Cannes (1960), và đề cử giải Oscar cho kịch bản tốt nhất (Valentin Ezhov) năm 1962.
7. Sherlock Holmes và bác sĩ Watson - ШЕРЛОК ХОЛМС И ДОКТОР ВАТСОН - phim truyền hình (Igor Maslennikov, 1979-1986), giải thưởng Nhà nước Liên Xô (Maslennikov).
8. Cái gương - The Mirror - ЗЕРКАЛО (Andrei Tarkovsky, 1974), giải thưởng David di Donatello cho phim nước ngoài hay nhất - Ý, năm 1980.
9. Người cá - ЧЕЛОВЕК-АМФИБИЯ (Gennadi Kazansky, Vladimir Chebotarev, 1962).
10. Nhà ga Belarus - БЕЛОРУССКИЙ ВОКЗАЛ (Andrei Smirnov, 1970).
11. Bim trắng tai đen - БЕЛЫЙ БИМ, ЧЁРНОЕ УХО (Stanislav Rostotsky, 1976), giải thưởng Crystal Globe Hội đồng giám khảo tại Liên hoan phim quốc tế Karlovy Vary (năm 1978), đề cử Oscar phim ngôn ngữ nước ngoài hay nhất.
12. Hãy coi chừng xe - БЕРЕГИСЬ АВТОМОБИЛЯ (Eldar Ryazanov, 1966) - 29 triệu người xem (1966).
13. Tôi đi bộ ở Moscow - Я ШАГАЮ ПО МОСКВЕ (Danelia, 1963), giải đặc biệt của ban giám khảo cho các nhà làm phim trẻ tại Liên hoan phim Cannes năm 1964 - thu hút 20 triệu người xem (1964).
14. Cánh tay kim cương - БРИЛЛИАНТОВАЯ РУКА (Leonid Gaidai 1968) - năm 1969 thu hút 76.700.000 người xem.
15. Bumbarash - БУМБАРАШ (Rashe Nicholas, 1971).
16. Nghiên cứu sinh Jolly - ВЕСЁЛЫЕ РЕБЯТА (Grigory Alexandrov, 1934), giải thưởng đạo diễn xuất sắc nhất (Alexandrov) và âm nhạc tốt nhất cho bộ phim (Dunaevsky) tại Liên hoan phim quốc tế Venice, năm 1934.
17. Chiến tranh và hoà bình - ВОЙНА И МИР (Sergei Bondarchuk, 1965-1967), giải thưởng danh dự tại Liên hoan phim quốc tế Venice, giải thưởng Quả cầu vàng và Oscar cho phim nước ngoài tốt nhất.
18. Tham chiến chỉ toàn "những ông già" - В БОЙ ИДУТ ОДНИ "СТАРИКИ" (Leonid Bykov, 1973) giành giải tại Liên hoan phim toàn Liên bang tại Baku - thu hút 44.300.000 người xem (1974).
19. Trái tim chó - СОБАЧЬЕ СЕРДЦЕ - phim truyền hình (Vladimir Bortko, 1988), Grand Prix tại Liên hoan Perugia năm 1989.
20. Mùa xuân trên phố Zarechnaya - ВЕСНА НА ЗАРЕЧНОЙ УЛИЦЕ (Marlene Hutsiev, 1956), giải thưởng tại LHP Moscow, năm 1957- thu hút 30.120.000 người xem.
21. Nữ tù binh Kavkaz - КАВКАЗСКАЯ ПЛЕННИЦА (Leonid Gaidai 1966) - thu hút (1967) 76.540.000 người xem.
22. Quý ông của tương lai - ДЖЕНТЛЬМЕНЫ УДАЧИ (Alexander Gray, 1971) - thu hút (1972) 65.020.000 người xem.
23. Kim ngân hoa đỏ - Kalina Krasnaya - КАЛИНА КРАСНАЯ (Vasily Shukshin, 1973) - 62.500.000 người xem.
24. Vượt dốc -ВОСХОЖДЕНИЕ (Larissa Shepitko, 1976), giải Gấu vàng
25. Cuộc đời Klim Samgin - ЖИЗНЬ КЛИМА САМГИНА (Viktor Titov, 1989)
26. Viy - ВИЙ (Konstantin Yershov, George Kropachev, Alexander Ptushko 1967) - 32.600.000 người xem.
27. Bài ca khinh kị binh - ГУСАРСКАЯ БАЛЛАДА (Eldar Ryazanov, 1962) - 48.640.000 người xem.
28. Tôi xin trân trọng – ЧЕСТЬ ИМЕЮ - phim TH (Victor Buturlin, 2003)
29. Các cô gái - ДЕВЧАТА(Yuri Chulyukin, 1961)- 34.800.000 người xem.
30. Dersu Uzala - ДЕРСУ УЗАЛА (Akira Kurosawa, 1975), giải thưởng Oscar cho phim tiếng nước ngoài tốt nhất
31. Kế hoạch «Y» và những cuộc phiêu lưu khác của Shurik - ОПЕРАЦИЯ "Ы" И ДРУГИЕ ПРИКЛЮЧЕНИЯ ШУРИКА (Leonid Gaidai, 1965)- thu hút (1965) 69.600.000 người xem.
32. Chưa xong nhạc khí để biểu diễn piano - Неоконченная пьеса для механического пианино (Nikita Mikhalkov, 1976).
33. Xin chào, hoặc từ chối - ДОБРО ПОЖАЛОВАТЬ, ИЛИ ПОСТОРОННИМ ВХОД ЗАПРЕЩЁН (Elem Klimov, 1964)-13.400.000 người xem.
34. Phải sống đến thứ Hai - ДОЖИВЁМ ДО ПОНЕДЕЛЬНИКА (Stanislav Rostotsky, 1968)- 31 triệu người xem.
35. Địa điểm họp là không thể thay đổi - МЕСТО ВСТРЕЧИ ИЗМЕНИТЬ НЕЛЬЗЯ - phim truyền hình (Stanislav Govorukhin, 1979)
36. Chapayev - ЧАПАЕВ (Georgi Vasilyev và Sergei Vasilyev, 1934).
37. Moskva không tin những giọt nước mắt - МОСКВА СЛЕЗАМ НЕ ВЕРИТ (Vladimir Menchov, 1979), giải Oscar trong thể loại phim tiếng nước ngoài tốt nhất (năm 1980) - 84.400.000 người xem
38. Mối tình thảm khốc - ЖЕСТОКИЙ РОМАНС (Eldar Ryazanov, 1984) - thu hút 22 triệu người xem.
39. Anh đã sống các loại đàn ông - ЖИВЁТ ТАКОЙ ПАРЕНЬ (Vasily Shukshin, 1964).
40. Chạy - БЕГ (Alexander và Vladimir Naumov Alov, 1970), đề cử cho giải Cành cọ vàng, Cannes (năm 1971) -19.700.000 người xem.
41. Ivan thời thơ ấu - ИВАНОВО ДЕТСТВО (Andrei Tarkovsky, 1962), giải Sư tử vàng. Đến và xem - ИДИ И СМОТРИ (Elem Klimov, 1985) - thu hút 28.900.000 người xem
42. Ivan Lapshin bạn bè của tôi -МОЙ ДРУГ ИВАН ЛАПШИН (Alexei Gherman, 1984)
43. Asya của hạnh phúc, những người yêu thương nhưng không kết hôn - ИСТОРИЯ АСИ КЛЯЧИНОЙ, КОТОРАЯ ЛЮБИЛА ДА НЕ ВЫШЛА ЗАМУЖ (Andrei Konchalovsky, 1967), giải thưởng Nika, năm 1988.
44. Mưa tháng bảy - ИЮЛЬСКИЙ ДОЖДЬ (Marlene Hutsiev, 1966) (164 bản sao) - 3.070.000 người xem.
45. Đêm Carnival - КАРНАВАЛЬНАЯ НОЧЬ (Eldar Ryazanov, 1956), thu hút (1956) 48.640.000 người xem.
46. Kin-Dza-Dza - КИН-ДЗА-ДЗА (Danelia, 1986), giải đặc biệt của ban giám khảo tại Liên hoan phim quốc tế tại Madrid, năm 1987
47. Chuyển phát nhanh - КУРЬЕР (Karen Shakhnazarov, 1986), giải thưởng đặc biệt của ban giám khảo và giải FIPRESCI tại Liên hoan phim quốc tế Moscow 1987 - thu hút 31.900.000 người xem.
48. Mimino - МИМИНО (Danelia, 1977), giải vàng tại Liên hoan phim quốc tế Moscow, 1977, giải thưởng Nhà nước Liên Xô (Danelia, Mkrtchyan), năm 1978, giải thưởng tại Liên hoan phim toàn liên bang Yerevan, 1978. 24.400.000 người xem.
49. Khi cây đã lớn - КОГДА ДЕРЕВЬЯ БЫЛИ БОЛЬШИМИ (Leo Kulidzhanov, 1961), Đề cử cho giải Cành cọ vàng, Cannes năm 1962 - 21 triệu người xem.
50. Zhenya, Zhenya và "Katyusha" - ЖЕНЯ, ЖЕНЕЧКА И "КАТЮША" (Vladimir Motyl, 1967) - thu hút 24.600.000 người xem.
51. Autumn Marathon - ОСЕННИЙ МАРАФОН (Danelia, 1979).
52. Những ngày tháng của anh em Turbin - ДНИ ТУРБИНЫХ - phim truyền hình (Vladimir Basov, 1976).
53. Họ đã chiến đấu vì Tổ quốc - ОНИ СРАЖАЛИСЬ ЗА РОДИНУ (Sergei Bondarchuk, 1976), được đề cử cho giải Cành cọ vàng, Cannes năm 1975
54. Solaris - СОЛЯРИС (Andrei Tarkovsky, 1972), giải thưởng đặc biệt tại Liên hoan phim Cannes năm 1972 - thu hút 21 triệu người xem.
55. Bốn mươi mốt - СОРОК ПЕРВЫЙ (Gregory Chukhrai, 1956). Giải đặc biệt của ban giám khảo (1956) và giải cho kịch bản nhân văn cao cả và lãng mạn (1957) Liên hoan phim quốc tế tại Cannes.
56. Số phận một con người - СУДЬБА ЧЕЛОВЕКА (Sergei Bondarchuk, 1959), giải Grand Prix tại LHP Moscow - thu hút 39.250.000 người xem.
57. Vẫn rất Munchausen – ТОТ САМЫЙ МЮНГХАУЗЕН phim TH (Mark Zakharov, 1979)
58. Xin chào, tôi là dì của anh ! - ЗДРАВСТВУЙТЕ, Я ВАША ТЁТЯ (Viktor Titov, 1975).
59. Kiểm tra trên đường - ПРОВЕРКА НА ДОРОГАХ (Alex Herman, 1971) giải thưởng Nhà nước Liên Xô năm 1988.
60. Bắt đầu - НАЧАЛО (Gleb Panfilov, 1970) - thu hút 20.900.000 người xem.
61. Thiên Thượng sên- Nebesnyy tikhokhod - НЕБЕСНЫЙ ТИХОХОД (Sergei Timoshenko, 1945).
62. Công thức của tình yêu –ФОРМУЛА ЛЮБВИ - phim TH (Mark Zakharov, 1984)
63. Stalker - СТАЛКЕР (Andrei Tarkovsky, 1979), giải thưởng đặc biệt của ban giám khảo tại Liên hoan phim Cannes.
64. Ngôi sao không tên - БЕЗЫМЯННАЯ ЗВЕЗДА (Mikhail Kozakov, 1978).
65. Sông Đông êm đềm - ТИХИЙ ДОН (Sergei Gerasimov, 1957), giải thưởng Crystal Globe tại Liên hoan phim quốc tế ở Karlovy Vary
66. Một trăm ngày sau tuổi thơ -СТО ДНЕЙ ПОСЛЕ ДЕТСТВА (Sergey Soloviev, 1975), giải thưởng Nhà nước Liên Xô, giải thưởng Gấu bạc
67. Sĩ quan - ОФИЦЕРЫ (Vladimir Horn, 1971), thu hút (1971) 53.400.000 người xem.
68. Bếp lò - cửa hàng - ПЕЧКИ-ЛАВОЧКИ (Vasily Shukshin, 1972) - thu hút 17.100.000 người xem
69. Pokrovsky Gates - ПОКРОВСКИЕ ВОРОТА (Mikhail Kozakov, 1982)
70. Hai đồng chí sẽ phục vụ - СЛУЖИЛИ ДВА ТОВАРИЩА (Eugene Karelians, 1968) - thu hút 22.500.000 người xem.
71. Những cuộc phiêu lưu của điện tử- ПРИКЛЮЧЕНИЯ ЭЛЕКТРОНИКА - phim TH (Konstantin Bromberg, 1979)
72. Du khách đến từ tương lai – ГОСТЬЯ ИЗ БУДУЩЕГО - phim truyền hình (Paul Arsenov, 1984),.
73. Năm buổi tối - ПЯТЬ ВЕЧЕРОВ (Nikita Mikhalkov, 1978)
74. Đặc thù của quốc gia săn bắn -ОСОБЕННОСТИ НАЦИОНАЛЬНОЙ ОХОТЫ (Alexander Rogozhkin, 1995).
75. Cửa sổ đến Paris- ОКНО В ПАРИЖ (Yuri Mamin, 1993).
76. Chim cúc cu - КУКУШКА (Alexander Rogozhkin, 2003)
77. Siberiade - СИБИРИАДА (Andrei Konchalovsky, 1978), giải thưởng đặc biệt của ban giám khảo tại Liên hoan phim quốc tế tại Houston, năm 1982.
78. Các con trai cả - СТАРШИЙ СЫН - phim TH (Vitaly Melnikov, 1975)
79. Mikhail Lomonosov - МИХАЙЛО ЛОМОНОСОВ - phim TH (Alexander Proshkin, 1984-1986)
80. Urga - đất của tình yêu - УРГА — ТЕРРИТОРИЯ ЛЮБВИ (Nikita Mikhalkov, 1991), giải Sư tử vàng (1991), giải Grand Prix tại Liên hoan phim quốc tế tại Cologne năm 1992, giải thưởng Nhà nước Nga năm 1993, đề cử cho giải Quả cầu vàng phim ngoại ngữ xuất sắc nhất
81. Suvorov - СУВОРОВ (Vsevolod Pudovkin, 1940).
82. Trong số những người lạ, có một người lạ trong đó - СВОЙ СРЕДИ ЧУЖИХ, ЧУЖОЙ СРЕДИ СВОИХ (Nikita Mikhalkov, 1974) giải của ban giám khảo tại Liên hoan phim quốc tế ở New Delhi, năm 1975 - thu hút 23.700.000 người xem.
83. Lạnh vào mùa hè 53 - ХОЛОДНОЕ ЛЕТО ПЯТЬДЕСЯТ ТРЕТЬЕГО (Alexander Proshkin, 1988), giải Nika bộ phim hay nhất của năm 1988, thu hút 41.800.000 người xem.
84. Chế độ hài nghiêm ngặt - КОМЕДИЯ СТРОГОГО РЕЖИМА (Victor Stoudennikov và Mikhail Grigoriev, 1992).
85. Độ cao - ВЫСОТА - (Alexander Zarchi, 1957) - thu hút (1957) 24.800.000 người xem.
86. Agony - АГОНИЯ (Elem Klimov, 1981)
87. Tôi hai mươi năm (có Ilyich) - МНЕ ДВАДЦАТЬ ЛЕТ (ЗАСТАВА ИЛЬИЧА) (Marlene Hutsiev, 1964), giải đặc biệt của ban giám khảo tại LHP Venice (1965) (535 bản sao) - thu hút 8.800.000 người xem.
88. Giới thiệu tóm tắt Encounter- КОРОТКИЕ ВСТРЕЧИ (Kira Muratova, 1967).
89. Ngày đầy của Mặt Trăng - ДЕНЬ ПОЛНОЛУНИЯ (Karen Schahnazarov, 1997), Giải đặc biệt của Hội đồng giám khảo và FIPRESCI Liên hoan phim ở Karlovy Vary.
90. Đau bàng quan -СКОРБНОЕ БЕСЧУВСТВИЕ (Alexander Sokurov, 1983).
91. Đồng hồ - У ОЗЕРА (Sergei Gerasimov, 1969), giải thưởng lớn (Gerasimov) và giải thưởng nữ diễn viên xuất sắc nhất (Belokhvostikova) Liên hoan phim quốc tế Karlovy Vary, 1970.
92. Gia đình Karamazov - БРАТЬЯ КАРАМАЗОВЫ (Ivan Pyrev, 1968), đề cử giải Oscar cho bộ phim bằng tiếng nước ngoài tốt nhất, năm 1970 - thu hút 78.300.000 người xem.
93. Barabaniada - БАРАБАНИАДА (Sergei Ovcharov, 1993), giải thưởng Golden Bạch Dương đạo diễn tốt nhất của năm (năm 1993), giải thưởng đạo diễn tốt nhất của Học viện Nghệ thuật Berlin năm 1996.
94. Tạm biệt lâu dài - ДОЛГИЕ ПРОВОДЫ (Kira Muratova, 1971), giải FIPRESCI tại Liên hoan phim quốc tế Locarno (1987). Hôn nhân Bal'zaminova - ЖЕНИТЬБА БАЛЬЗАМИНОВА (Konstantin Voinov, 1964) - thu hút 19.400.000 người xem.
95. Cháy bỏng dưới ánh Mặt Trời - УТОМЛЁННЫЕ СОЛНЦЕМ (Nikita Mikhalkov, 1994). Giải Grand Prix của Ban giám khảo Liên hoan phim quốc tế Cannes năm 1994, Oscar bộ phim tiếng nước ngoài tốt nhất 1994.
96. Alexander Nevsky - АЛЕКСАНДР НЕВСКИЙ (Sergei Eisenstein và Dmitry Vasiliev, 1938). Giải thưởng Nhà nước Liên Xô, năm 1941.
97. Chiến hạm Potemkin - БРОНЕНОСЕЦ "ПОТЁМКИН" (Sergei Eisenstein và Grigori Alexandrov, 1925).
98. ACCA - АССА (Sergey Soloviev, 1988). Giải thưởng đặc biệt của ban giám khảo tại Liên hoan phim quốc tế San Sebastian trong năm 1988, thu hút 17.800.000 người xem.
99. Thanh kiếm và chiếc khiên - ЩИТ И МЕЧ (Vladimir Basov, 1967-1968), thu hút (các thống kê) 68,3 triệu, 66,3 triệu, 46,9 triệu, 46.900.000 người xem
100. Em trai - Brother - БРАТ (Aleksei Balabanov, 1997). Giải thưởng Golden Bạch Dương, nam diễn viên xuất sắc nhất của năm (Bodrov), năm 1997.

## Thống kê
Trong số 102 phim được liệt kê có 8 phim Nga hậu Xô viết. Trong số 6 phim đoạt giải Oscar có 4 phim lọt danh sách, 2 phim đoạt Cành cọ vàng 1 phim lọt danh sách, 2 phim đoạt Gấu vàng có 1 phim lọt danh sách, 4 phim đoạt giải Sư tử vàng có 2 phim lọt danh sách (Faust mới giành giải cuối 2011). Trong 18 phim Liên Xô-Nga đoạt giải cao nhất tại Liên hoan phim quốc tế Moskva có 7 phim lọt danh sách.
Trong số 47 phim được liệt kê ăn khách nhất tại Liên Xô theo từng năm (từ 1940 đến 1989) có 8 phim lọt danh sách. Nhiều phim chuyển thể từ các tác phẩm văn học kinh điển không lọt danh sách.
Sau khi roskino công bố 100 phim hay nhất (thực ra là 102 phim), trang nnm.ru và liveinternet.ru (ít có trọng lượng) cũng công bố 100 phim hay nhất dựa theo danh sách của roskino, nhưng sửa lại.
Theo nnm.ru, bỏ 17 phim trong danh sách của roskino, thêm 15 phim mới: Afonya (1975, giải thưởng chính tại Liên hoan phim quốc tế tại Tashkent, 62.200.000 người xem), Trở lại - Return (2003, đoạt Sư tử vàng, đề cử Quả cầu vàng phim tiếng nước ngoài hay nhất, đề cử giải César phim tiếng nước ngoài hay nhất), The Ascent (1976, giải thưởng lớn LHP Berlin), Down House (2001),Trái Đất - ЗЕМЛЯ (1930, của Alexander Dovzhenko), Kommunist (của Julius Reisman, 1957), Tình yêu và bồ câu - ЛЮБОВЬ И ГОЛУБИ (Vladimir Menchov, 1984, 44.500.000 người xem), Sky. Plane. Girl - НЕБО.САМОЛЁТ.ДЕВУШКА(2002), Okraina - ОКРАИНА (1998, giải thưởng "Don Quixote" tại Liên hoan phim Berlin), Flights in dreams and in reality - ПОЛЁТЫ ВО СНЕ И НАЯВУ (1982, Giải thưởng nhà nước LX, 6,4 triệu người xem), Ruslan và Lyudmila (1972, 34,6 triệu người xem), Strike (1925, Huy chương vàng tại Triển lãm quốc tế ở Paris, năm 1925), Đất đai của người điếc -СТРАНА ГЛУХИХ (Valeri Todorovski, 1998, giải Nika), Formula of Love - ФОРМУЛА ЛЮБВИ (phim TH, 1984), Người đàn ông với một máy ảnh phim - ЧЕЛОВЕК С КИНОАППАРАТОМ (Dziga Vertov, 1929).
Trang liveinternet.ru thì bỏ 18 phim, đưa 16 phim mới, trong đó 15 phim trùng với bên nnm.ru, và phim Height -ВЫСОТА (Zarchi Alexander, 1957) thu hút 24.800.000 người xem.
Tạp chí Empire lại tổ chức bình chọn phim dựa theo phiếu bầu của khán giả xem phim. Có 58 phim trùng với bình chọn của roskino (bao gồm các phim quen thuộc như Stalker, Khi đàn sếu bay qua, Trái tim chó, Moskva không tin vào những giọt nước mắt, Trong số những người lạ, có một người lạ trong đó, Solaris, Tham chiến chỉ toàn "những ông già" - xếp ở những vị trí đầu, hay các phim Kin -dza-dza, Assa - Acca,...).
Ngoài ra thì có 42 phim mới: Ivan Vasilyevich thay nghề, Tình yêu và bồ câu (1984), Văn phòng tình cảm (1977), Chín ngày trong một năm - Девять дней одного года, Người đàn ông với một máy ảnh phim, The Return, Hamlet, Đừng lo lắng! - Не горюй! (năm 1969), Hai mươi ngày không có chiến tranh - Двадцать дней без войны, Đảo - Остров (năm 2006), Ordinary Fascism (1965), Ba chàng lính ngự lâm, Afonya, The Stroll, Niết bàn - Нирвана (năm 2008), Người thợ cạo Sibir, Người đến từ Boulevard des Capuchines, Ba cây dương tại Plyushchikha (1967), Vera bé bỏng, Moscow – Cassiopeia / Thanh niên trong vũ trụ (năm 1973/1974), The Turkish Gambit (năm 2005), Trái Đất (phim 1930)... trong đó có 2 phim hoạt hình là Hedgehog in the Fog - Ёжик в тумане (năm 1975) và Tale of Tales (năm 1979).
Bình chọn của khán giá trên LiveJournal cho kết quả khá giống với bên nnm.ru với các phim: Và nơi đây bình minh yên tĩnh, Alexander Nevsky, Andrei Rublev, Chuyến bay (1972), Hãy coi chừng xe (1966), Brother (1997), The Return (2003), Height - Высота (1957), Hãy đến và xem - Иди и смотри (1985), Mưa tháng bảy (1966), Bắt đầu (1970), Okraina- Окраина (1998), Strike - Стачка (1925), 3 phim loạt phim Sherlock Holmes và bác sĩ Watson (vào các năm 1979, 1979, 1981)...
Bình chọn của hiệp hội các nhà phê bình của Nga lại cho kết quả khá khác và được cho là có uy tín với các phim được chọn:
Khi đàn sếu bay qua, Chapaev (1934), Ivan hung đế (1944), Okraina - Окраина (1933), Chiến hạm Potemkin, Thứ ba phàm tục (1927), Hạnh phúc (1935), Mùa xuân trên phố Zarechnaya, По закону (1926), Машенька (1942), Строгий юноша (1936), Шинель (1926), Стачка (1925), Giấc mơ (1941), Отец Сергий (1918), Дом на Трубной (1928), Bốn mươi mốt (1956), Một hậu duệ của Thành Cát Tư Hãn (1928), Cô bé Lọ Lem (1947), Путевка в жизнь (1931), Nghiên cứu sinh Jolly - Обломок империи (1929), Đêm Carnival, Alexander Nevsky, The Youth of Maxim - Юность Максима (1934), Andrei Rublev (1966), Bài ca người lính, The Mirror, Ivan Lapshin bạn bè của tôi, Kalina Krasnaya, Mặt trời trắng trên sa mạc, 'Ủy viên (1967), Hãy coi chừng xe, Tôi 20 tuổi, Chưa xong nhạc khí để chơi piano, Leo núi, Xin mời hay từ chối (1964), Mưa tháng Bảy, Chín ngày trong một năm (1961), Vera bé bỏng (1988), The Story of Asya Klyachina - История Аси Клячиной, которая любила, да не вышла замуж (1966), Bắt đầu - The Beginning - Начало, Tạm biệt lâu dài, Tôi đi bộ ở Moskva, No Path Through Fire - В огне брода нет (1968), Cánh tay kim cương, Flights in Dreams and in Reality - Полёты во сне и наяву (1982), Hamlet (1964), Autumn Marathon (1979), Kiểm tra trên đường (1971), Khrustalyov, My Car! (1998), Stalker (1979), Năm buổi tối (1978), 20 ngày không có chiến tranh (1976), Chiến tranh và hòa bình, Thời thơ ấu của Ivan, Brief Encounters - Короткие встречи (1967), Acca (1987), Nhà ga Belarus, Hội chứng suy nhược (1989), Hãy đến và xem (1985), Conjunction - Парад планет (1984), Đừng lo lắng! (1968), Độc thoại (1973), Số phận trớ trêu, hay chúc xông hơi nhẹ nhõm ! - Ирония судьбы, или С легким паром! (1975), Số phận một con người, Ba cây dương ở Plyushchikha (1967), Agony -Агония (1981), Sống cho đến Thứ Hai, Brother (1997), Aibolit-66 (1966), Bù nhìn (1983), 100 ngày sau tuổi thơ, Okraina - Окраина (1998), Solaris (1972), Tù nhân ở Caucasus, hoặc Những cuộc phiêu lưu mới của Shurik, The Lonely Voice of Man - Одинокий голос человека (1978), Days of Eclipse - Дни затмения (1988), Gori, gori, moya zvezda - Гори, гори, моя звезда (1969), Moscow không tin vào nước mắt, Chuyến bay - The Flight - Бег (1972), Gương cho Hero (1987), Hai đồng chí sẽ phục vụ (1968), The Lady with the Dog (1960), Cháy bỏng dưới ánh mặt trời, Fox Hunting (1980), Of Freaks and Men (1998), Những lá thư của người khác - Чужие письма (1975), Lạnh vào mùa hè 53, Một cuộc sống hạnh phúc lâu dài - Долгая счастливая жизнь (1966), Thân nhân - Rodnya -Родня (1981), Wartime Romance (1983), Moloch - Молох (1999), Xin phát biểu - Прошу слова (1977), Và nơi đây bình minh yên tĩnh, Một giai thoại xấu - The Ugny Story - Скверный анекдот (1966), Ông ta dừng xe lửa - Остановился поезд (1982), Believe it or not - Небывальщина (1983), Wings- Крылья (1966), Mây-thiên đường -Oblako-ray - Облако-рай (1991).
Có 14 phim trong tổng số 50 phim ăn khách nhất (chỉ tính số khán giả xem trong năm sau năm công chiếu, thống kê từ 1940 đến 1989) trong bảng xếp hạng của roskino, và 7 phim trong số 50 phim đó có trong bảng xếp hạng 100 phim hay nhất của Hiệp hội các nhà phê bình. Một số phim như Afonya, Ivan Vasilyevich thay đổi nghề, Văn phòng tình yêu, Người đến từ Boulevard des Capuchines, Những cuộc phiêu lưu khó tin của người Ý trên đất Nga trong top 50 phim ăn khách nhất giai đoạn 1940- 1989 (tính số khán giả năm sau năm công chiếu) cũng lọt vào bình chọn của tạp chí Empire, dành cho khán giả.
Trong số 35 phim được khán giả tạp chí Truyền hình Liên Xô bình chọn phim hay nhất năm trong giai đoạn 1957 -1991, có 13 phim (Độ cao, Số phận một con người, Sống cho đến Thứ Hai, Gia đình Karamazov,...) lọt vào danh sách bình chọn của roskino, và 8 phim (Số phận một con người, Chín ngày trong một năm, Hamlet,...) lọt trong top 100 của Hiệp hội các nhà phê bình phim.
Theo bình chọn của khán giả trên kinopoisk.ru của Nga thì các phim được số điểm bình chọn cao nhất (tính thời điểm cuối tháng 12.2011) là các phim: Ivan Vasilyevich thay đổi nghề nghiệp, Kế hoạch «Y» và những cuộc phiêu lưu khác của Shurik, Quý ông của tương lai, Cánh tay kim cương, Tham chiến chỉ toàn những ông già, Tù nhân Caucasus, hoặc những cuộc phiêu lưu mới của Shurik, Sherlock Holmes và bác sĩ Watson: Con chó săn của dòng họ Baskervilles,...
Còn theo bình chọn của khán giả trên trang imdb.com (thời điểm cuối tháng 12.2011) thì các phim được bình chọn với số điểm cao nhất và có trên 10.000 khán giả đã chọn là Andreiv Rublev, Hãy đến và xem, Stalker, Chiến hạm Potemkin, Solaris; tiếp đến là The Mirror (Cái gương),...
Theo nhà nghiên cứu điện ảnh thế giới nổi tiếng người Ba Lan Dennis Grunes, một số phim khác Storm over Asia (1928), The Childhood of Maxim Gorky (1938)... trong danh sách các phim hay nhất 